# Baby Don't Lie
Baby Don't Lie is een nummer van de Amerikaanse zangeres Gwen Stefani voor haar derde studioalbum. Het is geschreven door Stefani, Ryan Tedder, Benny Blanco en Noel Zancanella. "Baby Don't Lie" werd uitgebracht op 20 oktober 2014 als muziekdownload en een dag later was het nummer te horen op verschillende radiostations. 
De muziekvideo werd uitgebracht op 21 oktober en is geregisseerd door Sophie Muller.

## Tracklijst
| Nr. | Titel          | Duur  |
| --- | -------------- | ----- |
| 1.  | Baby Don't Lie | 03:22 |

| Nr. | Titel                                         | Duur  |
| --- | --------------------------------------------- | ----- |
| 1.  | Baby Don't Lie (Kaskade en KillaGraham remix) | 03:01 |
| 2.  | Baby Don't Lie (Dave Matthias remix)          | 05:06 |

## Hitnoteringen

### Nederlandse Top 40
| Hitnotering: 08-11-2014 t/m 03-01-2015 | Hitnotering: 08-11-2014 t/m 03-01-2015 | Hitnotering: 08-11-2014 t/m 03-01-2015 | Hitnotering: 08-11-2014 t/m 03-01-2015 | Hitnotering: 08-11-2014 t/m 03-01-2015 | Hitnotering: 08-11-2014 t/m 03-01-2015 | Hitnotering: 08-11-2014 t/m 03-01-2015 | Hitnotering: 08-11-2014 t/m 03-01-2015 | Hitnotering: 08-11-2014 t/m 03-01-2015 | Hitnotering: 08-11-2014 t/m 03-01-2015 |
| Week:                                  | 1                                      | 2                                      | 3                                      | 4                                      | 5                                      | 6                                      | 7                                      | 8                                      |                                        |
| -------------------------------------- | -------------------------------------- | -------------------------------------- | -------------------------------------- | -------------------------------------- | -------------------------------------- | -------------------------------------- | -------------------------------------- | -------------------------------------- | -------------------------------------- |
| Positie:                               | 32                                     | 27                                     | 23                                     | 22                                     | 25                                     | 31                                     | 39                                     | 40                                     | uit                                    |

### NederlandseSingle Top 100
| Hitnotering: 01-11-2014 t/m 24-01-2015 | Hitnotering: 01-11-2014 t/m 24-01-2015 | Hitnotering: 01-11-2014 t/m 24-01-2015 | Hitnotering: 01-11-2014 t/m 24-01-2015 | Hitnotering: 01-11-2014 t/m 24-01-2015 | Hitnotering: 01-11-2014 t/m 24-01-2015 | Hitnotering: 01-11-2014 t/m 24-01-2015 | Hitnotering: 01-11-2014 t/m 24-01-2015 | Hitnotering: 01-11-2014 t/m 24-01-2015 | Hitnotering: 01-11-2014 t/m 24-01-2015 | Hitnotering: 01-11-2014 t/m 24-01-2015 | Hitnotering: 01-11-2014 t/m 24-01-2015 | Hitnotering: 01-11-2014 t/m 24-01-2015 | Hitnotering: 01-11-2014 t/m 24-01-2015 | Hitnotering: 01-11-2014 t/m 24-01-2015 |
| Week:                                  | 1                                      | 2                                      | 3                                      | 4                                      | 5                                      | 6                                      | 7                                      | 8                                      | 9                                      | 10                                     | 11                                     | 12                                     | 13                                     |                                        |
| -------------------------------------- | -------------------------------------- | -------------------------------------- | -------------------------------------- | -------------------------------------- | -------------------------------------- | -------------------------------------- | -------------------------------------- | -------------------------------------- | -------------------------------------- | -------------------------------------- | -------------------------------------- | -------------------------------------- | -------------------------------------- | -------------------------------------- |
| Positie:                               | 97                                     | 64                                     | 42                                     | 32                                     | 34                                     | 35                                     | 46                                     | 68                                     | 87                                     | 85                                     | 78                                     | 88                                     | 98                                     | uit                                    |

### 3FM Mega Top 50
| Positie: | 46 | 34 | 27 | 26 | 25 | 33 | 35 | 48 | 50 | uit |

## Releasedata
| Land                | Releasedatum    | Formaat                  | Label                |
| ------------------- | --------------- | ------------------------ | -------------------- |
| Frankrijk           | 20 oktober 2014 | Muziekdownload           | Universal            |
| Italië              | 20 oktober 2014 | Muziekdownload           | Universal            |
| Japan               | 20 oktober 2014 | Muziekdownload           | Universal            |
| Spanje              | 20 oktober 2014 | Muziekdownload           | Universal            |
| Verenigde Staten    | 20 oktober 2014 | Muziekdownload           | Mad Love, Interscope |
| Verenigde Staten    | 21 oktober 2014 | Radio                    | Mad Love, Interscope |
| Duitsland           | 5 december 2014 | Muziekdownload           | Universal            |
| Verenigde Staten    | 6 januari 2015  | Muziekdownload - remixes | Mad Love, Interscope |
| Verenigd Koninkrijk | 11 januari 2015 | Muziekdownload           | Polydor              |